# Balstonia
Balstonia – wieś w Anglii, w hrabstwie Essex. Leży 25 km na południe od miasta Chelmsford i 39 km na wschód od Londynu.